# Pleurothallis bivalvis
Pleurothallis bivalvis är en orkidéart som beskrevs av John Lindley. Pleurothallis bivalvis ingår i släktet Pleurothallis och familjen orkidéer. Inga underarter finns listade i Catalogue of Life.

## Bildgalleri

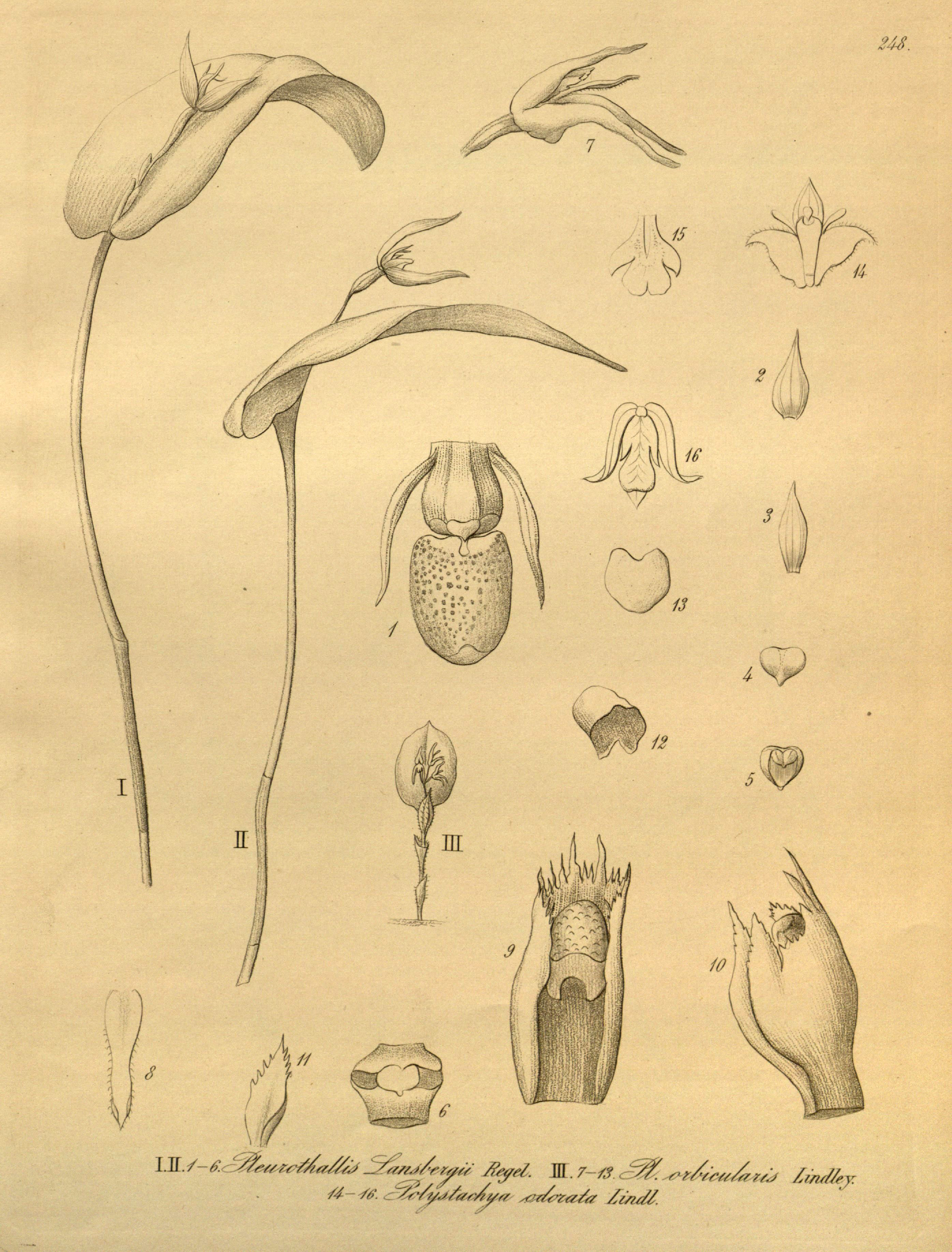
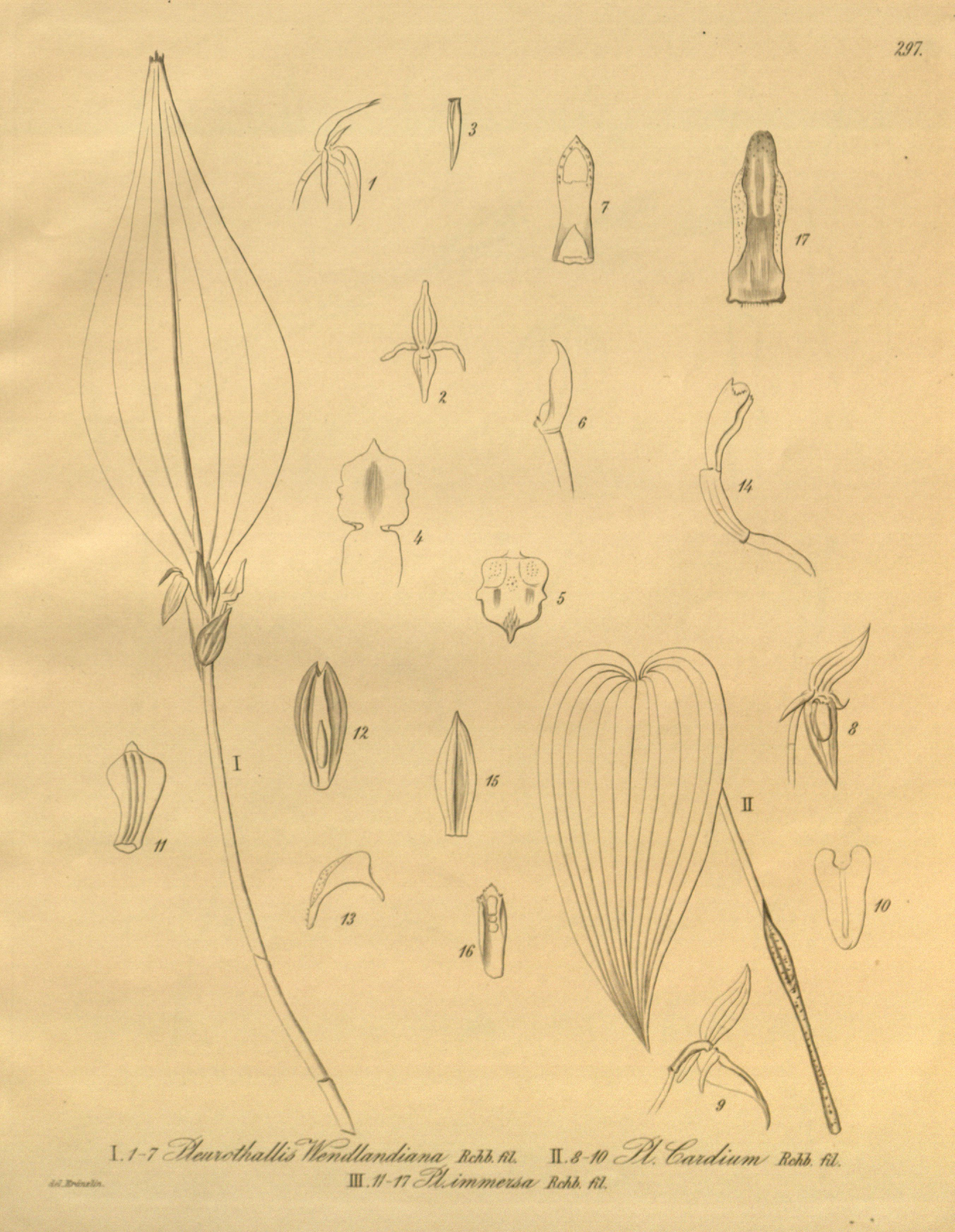